# Nederlandse Vereniging van Commissarissen en Directeuren
De Nederlandse vereniging van Commissarissen en Directeuren (NCD) is een organisatie met als doelstellingen het bevorderen van het persoonlijk leiderschap van directeuren en commissarissen en het voorzien in de maatschappelijke behoefte aan professioneel, integer en capabel bestuur en toezicht van ondernemingen. 
De NCD werd in 1953 opgericht. NCD stond destijds nog voor het Nederlands Centrum van Directeuren en Commissarissen. 
De doelstellingen van de NCD zijn:
1. Het ontwikkelen en delen van kennis
2. Persoonlijke inspiratie en groei
3. Bewust en positief ondernemerschap
4. Het onderhouden van een onderling netwerk
5. Support bij tegenslag en groei

De activiteiten van de vereniging bestaan o.a. uit het uitgeven van boeken, organiseren van bijeenkomsten, initiëren van onderzoek en meerdere leadership en governance opleidingen onder de naam NCD Academy.
Het ledenbestand van de NCD bestaat uit CEO's, directeuren, managing partners, DGA's, commissarissen en toezichthouders en beslaat zo'n 2.000 personen.